# Filipa Mareri
Filipa Mareri OSC, także Filipina (ur. 1190-1200 w Petrella Salto, zm. 16 lutego 1236 w Borgo San Pietro) – włoska mniszka klaryska, założycielka monasteru klarysek w Borgo San Pietro, błogosławiona Kościoła katolickiego.

## Życiorys
Pochodziła ze szlacheckiej rodziny Marerich. Urodziła się w rodzinnym zamku w Borgo San Pietro przy drodze prowadzącej z Asyżu do Rzymu. Ogromny wpływ na jej życie wywarło spotkanie ze św. Franciszkiem z Asyżu. Zapragnęła wówczas rozpocząć życie w klauzurze. Spotkała się ze sprzeciwem rodziny. Wraz z niektórymi towarzyszkami schroniła się w pobliżu Mareri, w miejscu usytuowanym na wzgórzu powyżej osady Piagge, w grocie nazywanej obecnie Grotą Świętej Filipy (wł. Grotta di Santa Filippa). Przebywała tam trzy lata. W 1228 dwaj bracia ofiarowali Filipie zamek z przyległym Kościołem św. Piotra de Molito. W zamku tym przyszła błogosławiona wraz z towarzyszkami zachowywała regułę klariańską, podobnie jak to czyniły św. Klara i jej siostry w monasterze św. Damiana pod Asyżem. Opiekę nad klasztorem sprawował z polecenia św. Franciszka z Asyżu bł. Roger z Todi.

## Kult
Po śmierci Filipy 16 lutego 1236 jej grób stał się miejscem pielgrzymowania. Zarejestrowano również cuda dokonujące się za jej wstawiennictwem.
Tytuł świętej w odniesieniu do Filipy Mareri pojawił się pierwszy raz w bulli papieża Innocentego IV z 1247, po 11 latach od jej śmierci.
Jej kult został potwierdzony w 1806 przez papieża Piusa VII.
Relikwie
W 1707 przeprowadzono ekshumację ciała świętej. Odnaleziono zachowane serce. Przechowywane jest obecnie w srebrnym relikwiarzu. Relikwie znajdują się w monasterze w Borgo San Pietro w Valle del Santo w zbudowanym nowym sanktuarium i klasztorze. Średniowieczny klasztor został zalany w wyniku utworzenia sztucznego akwenu Salto. Wcześniej przeniesiono freski i wyposażenie kościoła.
Dzień obchodów
Wspomnienie liturgiczne obchodzone jest w dies natalis (16 lutego).
Patronat
Bł. Filipa Mereri jest współpatronką Sulmony w Abruzji.